# Challenger de Buenos Aires 2010
Il Challenger de Buenos Aires 2010, noto anche come Copa Topper per motivi di sponsorizzazione, è stato un torneo professionistico di tennis maschile giocato sulla terra rossa, che faceva parte dell'ATP Challenger Tour 2010. È stata l'edizione inaugurale e si è giocato a Buenos Aires in Argentina dal 22 al 28 novembre 2010.

## Partecipanti

### Teste di serie
| Nazionalità | Giocatore             | Ranking* | Testa di serie |
| ----------- | --------------------- | -------- | -------------- |
| Argentina   | Carlos Berlocq        | 72       | 1              |
| Spagna      | Rubén Ramírez Hidalgo | 80       | 2              |
| Argentina   | Brian Dabul           | 87       | 3              |
| Argentina   | Horacio Zeballos      | 111      | 4              |
| Argentina   | Máximo González       | 140      | 5              |
| Argentina   | Diego Junqueira       | 181      | 6              |
| Cile        | Jorge Aguilar         | 193      | 7              |
| Brasile     | Júlio Silva           | 194      | 8              |

- Ranking al 15 novembre 2010.

### Altri partecipanti
Giocatori che hanno ricevuto una wild card:
- Guillermo Bujniewicz
- Diego Schwartzman
- Marco Trungelliti
- Agustín Velotti

Giocatori passati dalle qualificazioni:
- Rafael Camilo
- Maximiliano Estévez
- Alejandro Fabbri
- Jonathan Gonzalia
- Rodrigo Guidolin (Lucky Loser)

## Campioni

### Singolare
Diego Junqueira ha battuto in finale  Juan Pablo Brzezicki con il punteggio di 6–2, 6–1.

### Doppio
Carlos Berlocq /  Brian Dabul hanno battuto in finale  Andrés Molteni /  Guido Pella con il punteggio di 7–6(4), 6–3.